# Acrotomus dioszeghyi
Acrotomus dioszeghyi là một loài tò vò trong họ Ichneumonidae.